# DEL 2013/14
Die DEL-Saison 2013/14 war die 20. Spielzeit seit Gründung der Deutschen Eishockey-Liga, der höchsten Liga im deutschen Eishockey. 14 Mannschaften nahmen in dieser Saison teil. Die Meisterschaft gewann zum ersten Mal überhaupt der ERC Ingolstadt.

## Voraussetzungen

### Teilnehmer
Kurz vor Ende der Einreichungsfrist der Lizenzunterlagen am 24. Mai 2013 verkaufte die Arena Hannover GmbH die Lizenz der Hannover Scorpions an den bisherigen Zweitligisten Schwenninger Wild Wings.
| Klub                    | Ort                    | Vorjahr | Play-offs              |
| ----------------------- | ---------------------- | ------- | ---------------------- |
| Augsburger Panther      | Augsburg               | 8.      | Play-off-Qualifikation |
| Eisbären Berlin         | Berlin                 | 4.      | Deutscher Meister      |
| Düsseldorfer EG         | Düsseldorf             | 14.     | –                      |
| Hamburg Freezers        | Hamburg                | 5.      | Viertelfinale          |
| ERC Ingolstadt          | Ingolstadt             | 6.      | Viertelfinale          |
| Iserlohn Roosters       | Iserlohn               | 13.     | –                      |
| Kölner Haie             | Köln                   | 2.      | Vizemeister            |
| Krefeld Pinguine        | Krefeld                | 3.      | Halbfinale             |
| Adler Mannheim          | Mannheim               | 1.      | Viertelfinale          |
| EHC Red Bull München    | München                | 12.     | –                      |
| Thomas Sabo Ice Tigers  | Nürnberg               | 7.      | Play-off-Qualifikation |
| Straubing Tigers        | Straubing              | 9.      | Viertelfinale          |
| Schwenninger Wild Wings | Villingen-Schwenningen | 2. BL   | Vizemeister (2. BL)    |
| Grizzly Adams Wolfsburg | Wolfsburg              | 10.     | Halbfinale             |

### Modus
Die 14 Vereine spielten eine Doppelrunde mit 52 Spielen je Klub aus. Die besten sechs Mannschaften qualifizierten sich direkt für das Play-off-Viertelfinale, die Mannschaften auf den Plätzen 7 bis 10 spielten in Best-of-Three-Serien zwei weitere Play-off-Teilnehmer aus. Die weiteren Play-off-Serien wurden erstmals komplett im Modus Best of Seven gespielt.

## Hauptrunde

### Abschlusstabelle
|     | Mannschaft              | Sp | S  | OTS | SOS | OTN | SON | N  | Pkt | %   | T   | GT  | Str  | Heim      | Gast      |
| --- | ----------------------- | -- | -- | --- | --- | --- | --- | -- | --- | --- | --- | --- | ---- | --------- | --------- |
| 1.  | Hamburg Freezers        | 52 | 30 | 3   | 0   | 5   | 1   | 13 | 102 | 65% | 162 | 116 | 836  | 20-2-2-2  | 10-1-4-11 |
| 2.  | Krefeld Pinguine        | 52 | 29 | 1   | 2   | 2   | 0   | 18 | 95  | 61% | 169 | 136 | 877  | 16-0-1-8  | 13-3-1-10 |
| 3.  | Thomas Sabo Ice Tigers  | 52 | 24 | 2   | 4   | 3   | 4   | 15 | 91  | 58% | 182 | 152 | 741  | 15-3-2-6  | 9-3-5-9   |
| 4.  | Adler Mannheim          | 52 | 26 | 1   | 3   | 2   | 2   | 18 | 90  | 58% | 148 | 123 | 660  | 15-2-1-8  | 11-2-3-10 |
| 5.  | Kölner Haie             | 52 | 23 | 2   | 5   | 3   | 3   | 16 | 89  | 57% | 147 | 118 | 860  | 14-4-2-6  | 9-3-4-10  |
| 6.  | Grizzly Adams Wolfsburg | 52 | 25 | 4   | 1   | 2   | 1   | 19 | 88  | 56% | 151 | 125 | 785  | 12-3-2-9  | 13-2-1-10 |
| 7.  | EHC Red Bull München    | 52 | 21 | 3   | 4   | 1   | 3   | 20 | 81  | 52% | 167 | 155 | 888  | 10-5-1-10 | 11-2-3-10 |
| 8.  | Eisbären Berlin         | 52 | 20 | 3   | 5   | 0   | 4   | 20 | 80  | 51% | 152 | 152 | 715  | 14-4-2-6  | 6-4-2-14  |
| 9.  | ERC Ingolstadt          | 52 | 21 | 3   | 0   | 4   | 2   | 22 | 75  | 48% | 138 | 149 | 814  | 13-0-3-10 | 8-3-3-12  |
| 10. | Iserlohn Roosters       | 52 | 19 | 4   | 2   | 2   | 3   | 22 | 74  | 47% | 147 | 149 | 789  | 10-5-2-9  | 9-1-3-13  |
| 11. | Augsburger Panther      | 52 | 18 | 2   | 3   | 1   | 4   | 24 | 69  | 44% | 147 | 179 | 744  | 11-3-3-9  | 7-2-2-15  |
| 12. | Straubing Tigers        | 52 | 17 | 2   | 1   | 3   | 6   | 23 | 66  | 42% | 136 | 153 | 1048 | 9-3-5-9   | 8-0-4-14  |
| 13. | Schwenninger Wild Wings | 52 | 12 | 0   | 5   | 2   | 3   | 30 | 51  | 33% | 136 | 190 | 903  | 10-1-4-11 | 2-4-1-19  |
| 14. | Düsseldorfer EG         | 52 | 10 | 1   | 3   | 1   | 2   | 35 | 41  | 26% | 101 | 186 | 761  | 6-2-2-16  | 4-2-1-19  |

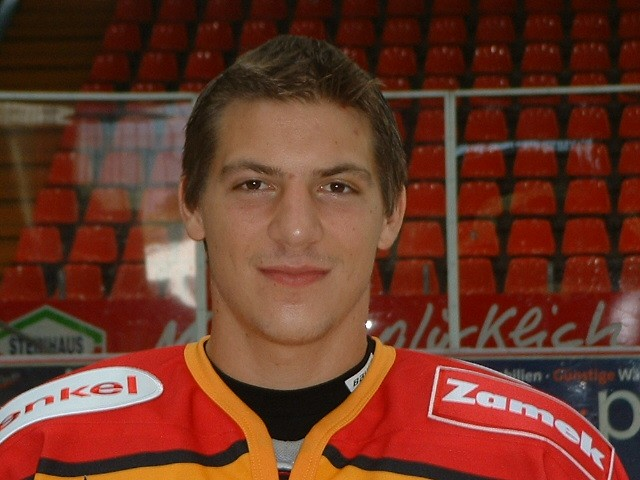
Patrick Reimer war der beste deutsche Scorer

Abkürzungen: Sp. = Spiele, S = Siege, OTS = Siege nach Verlängerung, SOS = Siege nach Penaltyschießen, OTN = Niederlagen nach Verlängerung, SON = Niederlagen nach Penaltyschießen, N = Niederlagen, Pkt = Punkte, T = Tore, GT = Gegentore, Str = Strafminuten

Erläuterungen: direkte Qualifikation für die Play-offs, Erste Play-off-Runde, Saison beendet

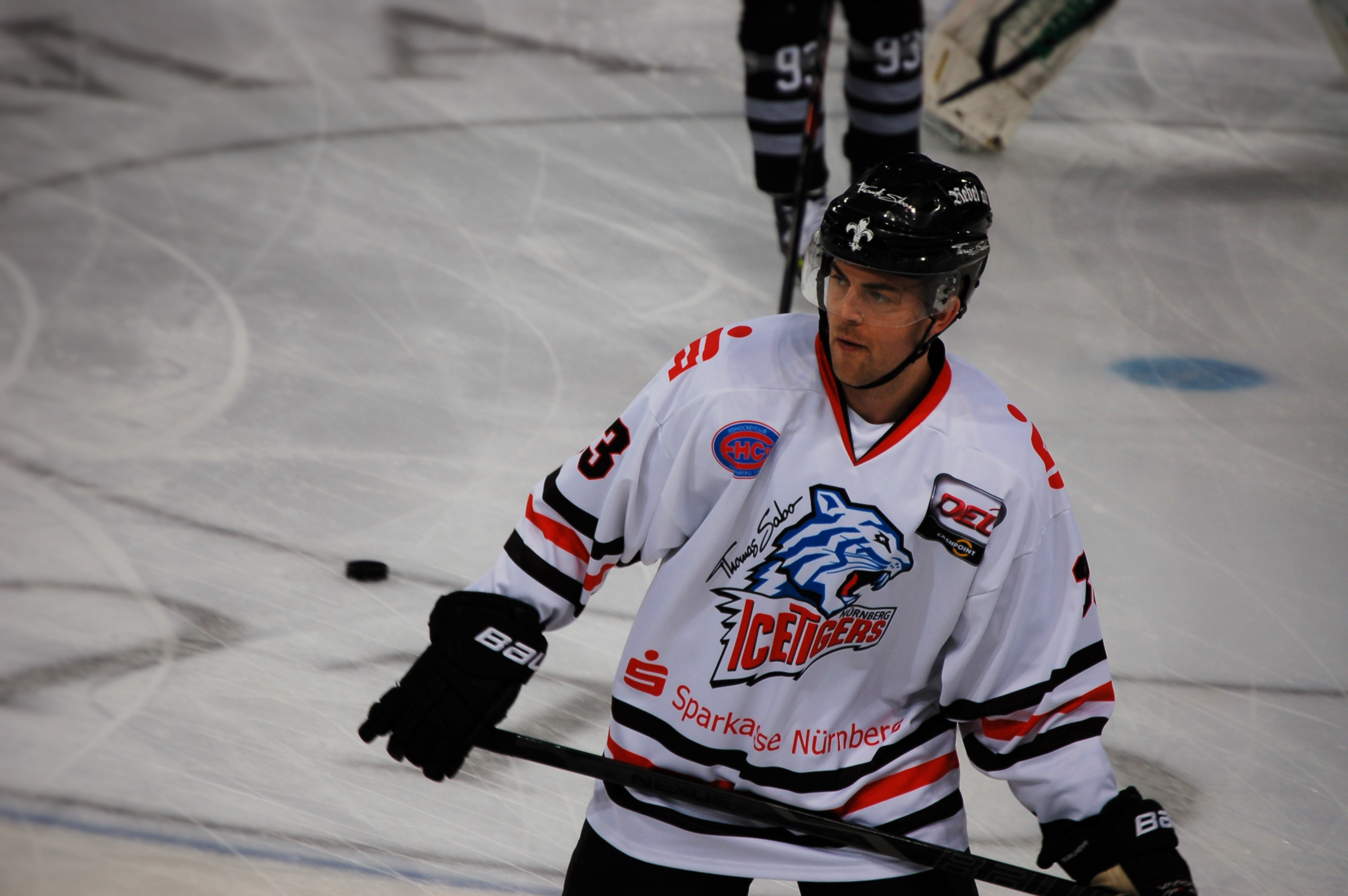
Der punktbeste Verteidiger, Fredrik Eriksson

### Beste Scorer
Quelle: DEL, Abkürzungen:  Sp = Spiele, T = Tore, V = Assists, Pkt = Punkte, +/− = Plus/Minus, SM = Strafminuten; Fett:  Bestwert
| Spieler           | Team                 | Sp | T  | V  | Pkt | +/− | SM  |
| ----------------- | -------------------- | -- | -- | -- | --- | --- | --- |
| Adam Courchaine   | Krefeld Pinguine     | 51 | 29 | 45 | 74  | +24 | 6   |
| Steven Reinprecht | Nürnberg Ice Tigers  | 49 | 27 | 43 | 70  | +23 | 12  |
| Kevin Clark       | Krefeld Pinguine     | 51 | 30 | 38 | 68  | +25 | 118 |
| Patrick Reimer    | Nürnberg Ice Tigers  | 50 | 33 | 32 | 65  | +23 | 18  |
| Blaine Down       | Straubing Tigers     | 48 | 26 | 25 | 51  | +22 | 126 |
| Alexander Barta   | EHC Red Bull München | 51 | 18 | 31 | 49  | +10 | 12  |
| Daniel Pietta     | Krefeld Pinguine     | 41 | 16 | 32 | 48  | +20 | 59  |
| T.J. Mulock       | Eisbären Berlin      | 52 | 16 | 32 | 48  | +8  | 32  |
| Fredrik Eriksson  | Nürnberg Ice Tigers  | 49 | 12 | 34 | 46  | +11 | 75  |
| Derek Hahn        | ERC Ingolstadt       | 52 | 12 | 34 | 46  | −6  | 10  |

### Beste Torhüter

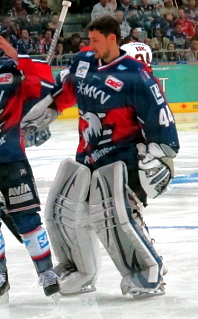
Dennis Endras, der Torhüter mit den meisten Shutouts

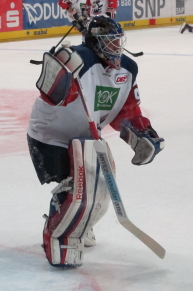
Zusammen mit Endras sorgte Felix Brückmann für einen neuen DEL-Shutout-Rekord

(Torhüter mit mindestens 15 Spielen), Abkürzungen:  Sp = Spiele, Min = Eiszeit (in Minuten), GT = Gegentore, Sv% = gehaltene Schüsse (in %), GTS = Gegentorschnitt, SO = Shutouts; Fett:  Bestwert
| Spieler              | Verein                  | Sp | Min     | GT  | SO | Sv%  | GTS  |
| -------------------- | ----------------------- | -- | ------- | --- | -- | ---- | ---- |
| Sebastian Vogl       | Grizzly Adams Wolfsburg | 37 | 2194:03 | 69  | 6  | 93,7 | 1,89 |
| Sébastien Caron      | Iserlohn / Hamburg      | 28 | 1677:40 | 54  | 4  | 93,6 | 1,93 |
| Felix Brückmann      | Adler Mannheim          | 20 | 1173:49 | 38  | 5  | 93,3 | 1,94 |
| Rob Zepp             | Eisbären Berlin         | 38 | 2255:35 | 90  | 1  | 93,1 | 2,39 |
| Dimitrij Kotschnew   | Hamburg Freezers        | 17 | 1027:11 | 36  | 4  | 92,8 | 2,10 |
| Danny aus den Birken | Kölner Haie             | 39 | 2377:05 | 89  | 4  | 92,4 | 2,25 |
| Robert Goepfert      | Düsseldorfer EG         | 37 | 2076:59 | 108 | 1  | 92,3 | 3,12 |
| Dennis Endras        | Adler Mannheim          | 33 | 1966:25 | 81  | 7  | 92,1 | 2,47 |
| Erik Ersberg         | Iserlohn Roosters       | 24 | 1297:34 | 54  | 3  | 92,1 | 2,50 |
| Mathias Lange        | Iserlohn Roosters       | 27 | 1533:09 | 70  | 2  | 92,1 | 2,74 |
| Jason Bacashihua     | Straubing Tigers        | 50 | 2959:28 | 130 | 3  | 91,9 | 2,64 |

## Play-offs

### Qualifikation
Die Qualifikationsspiele wurden im Modus „Best of Three“ ausgetragen und fanden am 9., 10., 12. und 14. März 2014 statt.
|                      |   |                   | Serie | 1                   | 2                   | 3                              | [HR]  |
| -------------------- | - | ----------------- | ----- | ------------------- | ------------------- | ------------------------------ | ----- |
| Eisbären Berlin      | – | ERC Ingolstadt    | 1:2   | 1:0 (0:0, 1:0, 0:0) | 1:4 (1:2, 0:1, 0:1) | 2:3 n. V. (2:1, 0:0, 0:1, 0:1) | [4:0] |
| EHC Red Bull München | – | Iserlohn Roosters | 1:2   | 5:3 (2:1, 1:1, 2:1) | 2:3 (0:2, 0:0, 2:1) | 1:4 (1:0, 0:1, 0:3)            | [3:1] |

HR = Hauptrunde

### Play-off-Baum
| Viertelfinale | Viertelfinale           | Viertelfinale           |   |                        | Halbfinale | Halbfinale | Halbfinale |  |  | Finale | Finale | Finale |
|               |                         |                         |   |                        |            |            |            |  |  |        |        |        |
| 4             | Adler Mannheim          | 1                       |   |                        |            |            |            |  |  |        |        |        |
| 5             | Kölner Haie             | 4                       |   |                        |            |            |            |  |  |        |        |        |
| 5             | Kölner Haie             | 4                       | 5 | Kölner Haie            | 4          |            |            |  |  |        |        |        |
|               |                         |                         | 5 | Kölner Haie            | 4          |            |            |  |  |        |        |        |
|               | 6                       | Grizzly Adams Wolfsburg | 1 |                        |            |            |            |  |  |        |        |        |
| 3             | 6                       | Grizzly Adams Wolfsburg | 1 | Thomas Sabo Ice Tigers | 2          |            |            |  |  |        |        |        |
| 3             |                         |                         |   | Thomas Sabo Ice Tigers | 2          |            |            |  |  |        |        |        |
| 6             | Grizzly Adams Wolfsburg | 4                       |   |                        |            |            |            |  |  |        |        |        |
| 6             | Grizzly Adams Wolfsburg | 4                       | 5 | Kölner Haie            | 3          |            |            |  |  |        |        |        |
|               |                         |                         |   | Kölner Haie            | 3          |            |            |  |  |        |        |        |
|               | 9                       | ERC Ingolstadt          | 4 |                        |            |            |            |  |  |        |        |        |
| 1             | 9                       | ERC Ingolstadt          | 4 | Hamburg Freezers       | 4          |            |            |  |  |        |        |        |
| 1             |                         |                         |   | Hamburg Freezers       | 4          |            |            |  |  |        |        |        |
| 10            | Iserlohn Roosters       | 2                       |   |                        |            |            |            |  |  |        |        |        |
| 10            | Iserlohn Roosters       | 2                       | 1 | Hamburg Freezers       | 2          |            |            |  |  |        |        |        |
|               |                         |                         | 1 | Hamburg Freezers       | 2          |            |            |  |  |        |        |        |
|               | 9                       | ERC Ingolstadt          | 4 |                        |            |            |            |  |  |        |        |        |
| 2             | 9                       | ERC Ingolstadt          | 4 | Krefeld Pinguine       | 1          |            |            |  |  |        |        |        |
| 2             |                         |                         |   | Krefeld Pinguine       | 1          |            |            |  |  |        |        |        |
| 9             | ERC Ingolstadt          | 4                       |   |                        |            |            |            |  |  |        |        |        |

### Viertelfinale
Die Viertelfinalspiele wurden im Modus Best-of-Seven ausgetragen und fanden am 16., 19., 21., 23., 26. und 28. März 2014 statt.
|                        |   |                         | Serie | 1                   | 2                         | 3                         | 4                         | 5                   | 6                   | 7 | [HR]  |
| ---------------------- | - | ----------------------- | ----- | ------------------- | ------------------------- | ------------------------- | ------------------------- | ------------------- | ------------------- | - | ----- |
| Hamburg Freezers       | – | Iserlohn Roosters       | 4:2   | 4:1 (2:0, 1:0, 1:1) | 0:3 (0:2, 0:0, 0:1)       | 3:4 (0:1, 2:2, 1:1)       | 4:0 (1:0, 1:0, 2:0)       | 3:1 (0:0, 1:1, 2:0) | 1:0 (0:0, 1:0, 0:0) |   | [2:2] |
| Thomas Sabo Ice Tigers | – | Grizzly Adams Wolfsburg | 2:4   | 1:4 (0:2, 0:1, 1:1) | 0:4 (0:3, 0:1, 0:0)       | 5:2 (0:0, 1:0, 4:2)       | 4:5 n. V. (1:1, 1:2, 2:1) | 6:2 (1:1, 4:1, 1:0) | 3:8 (2:3, 1:2, 0:3) |   | [1:3] |
| Krefeld Pinguine       | – | ERC Ingolstadt          | 1:4   | 5:0 (2:0, 3:0, 0:0) | 1:5 (0:2, 0:2, 1:1)       | 2:3 n. V. (2:1, 0:1, 0:0) | 2:5 (0:4, 1:1, 1:0)       | 4:5 (3:1, 0:3, 1:1) |                     |   | [2:2] |
| Adler Mannheim         | – | Kölner Haie             | 1:4   | 0:1 (0:0, 0:1, 0:0) | 2:3 n. V. (0:0, 1:2, 1:0) | 2:1 n. V. (0:1, 1:0, 0:0) | 1:2 (0:0, 1:2, 0:0)       | 1:2 (1:1, 0:1, 0:0) |                     |   | [2:2] |

HR = Hauptrunde

### Halbfinale
Die Halbfinalspiele wurden erstmals auch im Modus Best-of-Seven ausgetragen und fanden am 2., 4., 6., 8., 10., 11. und 13. April 2014 statt.
|                  |   |                         | Serie | 1                   | 2                   | 3                   | 4                   | 5                         | 6                   | 7 | [HR]  |
| ---------------- | - | ----------------------- | ----- | ------------------- | ------------------- | ------------------- | ------------------- | ------------------------- | ------------------- | - | ----- |
| Hamburg Freezers | – | ERC Ingolstadt          | 2:4   | 1:3 (0:1, 1:1, 0:1) | 0:5 (0:0, 0:2, 0:3) | 2:1 (1:1, 1:0, 0:0) | 2:5 (1:0, 1:2, 0:3) | 2:0 (1:0, 0:0, 1:0)       | 3:5 (1:2, 1:1, 1:2) |   | [2:2] |
| Kölner Haie      | – | Grizzly Adams Wolfsburg | 4:1   | 1:4 (0:0, 0:2, 1:2) | 4:1 (1:1, 2:0, 1:0) | 3:0 (0:0, 1:0, 2:0) | 3:2 (1:2, 1:0, 1:0) | 2:1 n. V. (0:0, 1:0, 0:1) |                     |   | [1:3] |

HR = Hauptrunde

### Finale
Die Finalspiele wurden erstmals auch im Modus Best-of-Seven ausgetragen und fanden am 17., 19., 21., 22., 25., 27. und 29. April 2014 statt.
|             |   |                | Serie | 1                   | 2                   | 3                   | 4                   | 5                         | 6                         | 7                   | [HR]  |
| ----------- | - | -------------- | ----- | ------------------- | ------------------- | ------------------- | ------------------- | ------------------------- | ------------------------- | ------------------- | ----- |
| Kölner Haie | – | ERC Ingolstadt | 3:4   | 4:2 (0:0, 3:2, 1:0) | 3:1 (2:1, 0:0, 1:0) | 1:4 (1:1, 0:1, 0:2) | 1:4 (0:1, 1:1, 0:2) | 3:4 n. V. (2:0, 1:2, 0:1) | 1:0 n. V. (0:0, 0:0, 0:0) | 0:2 (0:0, 0:1, 0:1) | [3:1] |

HR = Hauptrunde

### Beste Scorer
Quelle: DEL, Abkürzungen:  Sp = Spiele, T = Tore, V = Assists, Pkt = Punkte, +/− = Plus/Minus, SM = Strafminuten; Fett:  Bestwert
| Spieler           | Team                    | Sp | T | V  | Pkt | +/− | SM |
| ----------------- | ----------------------- | -- | - | -- | --- | --- | -- |
| Derek Hahn        | ERC Ingolstadt          | 19 | 5 | 12 | 17  | +8  | 8  |
| Thomas Greilinger | ERC Ingolstadt          | 21 | 5 | 11 | 16  | +9  | 16 |
| Travis Turnbull   | ERC Ingolstadt          | 19 | 8 | 8  | 16  | +4  | 20 |
| Žiga Jeglič       | ERC Ingolstadt          | 21 | 4 | 11 | 15  | +10 | 8  |
| John Laliberté    | ERC Ingolstadt          | 21 | 7 | 8  | 15  | +6  | 14 |
| Rob Collins       | Kölner Haie             | 16 | 3 | 12 | 15  | +7  | 35 |
| Robert Sabolič    | ERC Ingolstadt          | 21 | 9 | 5  | 14  | +10 | 40 |
| Patrick Köppchen  | ERC Ingolstadt          | 21 | 4 | 10 | 14  | +16 | 6  |
| Tyler Haskins     | Grizzly Adams Wolfsburg | 11 | 3 | 10 | 13  | +6  | 8  |
| Philip Gogulla    | Kölner Haie             | 17 | 4 | 8  | 12  | +4  | 4  |

## Kader des Deutschen Meisters
| Deutscher Meister ERC Ingolstadt | Torhüter: Markus Janka, Timo Pielmeier Verteidiger: Tim Conboy, Derek Dinger, Jakub Ficenec, Tim Hambly, Patrick Köppchen, Michel Périard, Benedikt Schopper Angreifer: Björn Barta, Jean-François Boucher, Tyler Bouck, Greg Classen, Christoph Gawlik, Thomas Greilinger, Patrick Hager, Derek Hahn, Žiga Jeglič, John Laliberté, Alexander Oblinger, Eddy Rinke-Leitans, Jared Ross, Robert Sabolič, Travis Turnbull Trainerstab: Niklas Sundblad, Petri Liimatainen, Jonas Forsberg |

## Auszeichnungen
- Spieler des Jahres – Patrick Reimer, Nürnberg Ice Tigers
- Stürmer des Jahres – Patrick Reimer, Nürnberg Ice Tigers
- Verteidiger des Jahres – Fredrik Eriksson, Nürnberg Ice Tigers
- Torhüter des Jahres – Danny aus den Birken, Kölner Haie
- Rookie des Jahres – Timo Pielmeier, ERC Ingolstadt
- Cable Guy des Jahres – Christian Hommel, Iserlohn Roosters
- Trainer des Jahres – Rick Adduono, Krefeld Pinguine
- Manager des Jahres – Stéphane Richer, Hamburg Freezers
- Robert Müller Fair Play Trophy – Adler Mannheim
- MVP der Playoffs – Patrick Köppchen, ERC Ingolstadt

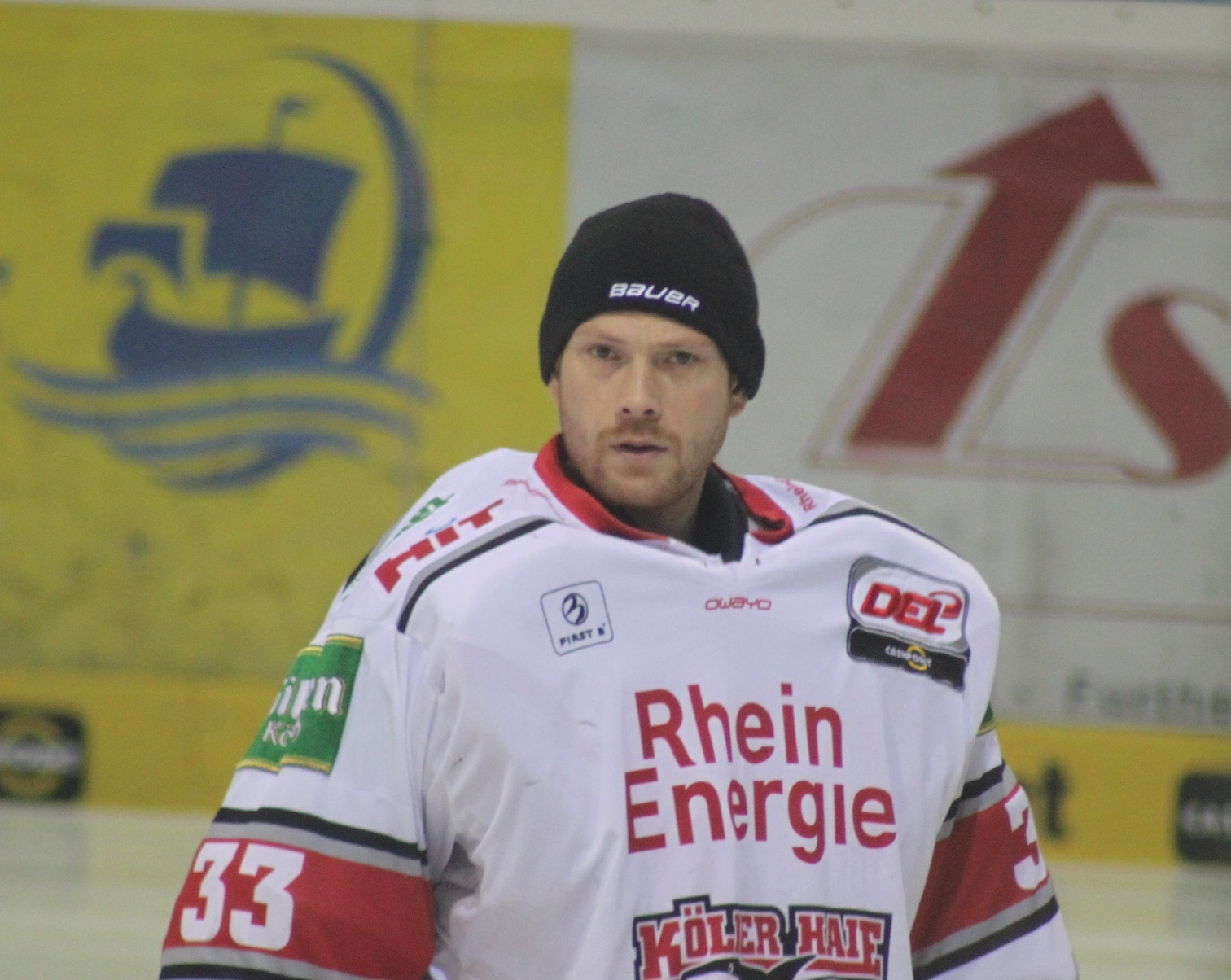
Der Torhüter des Jahres, Danny aus den Birken
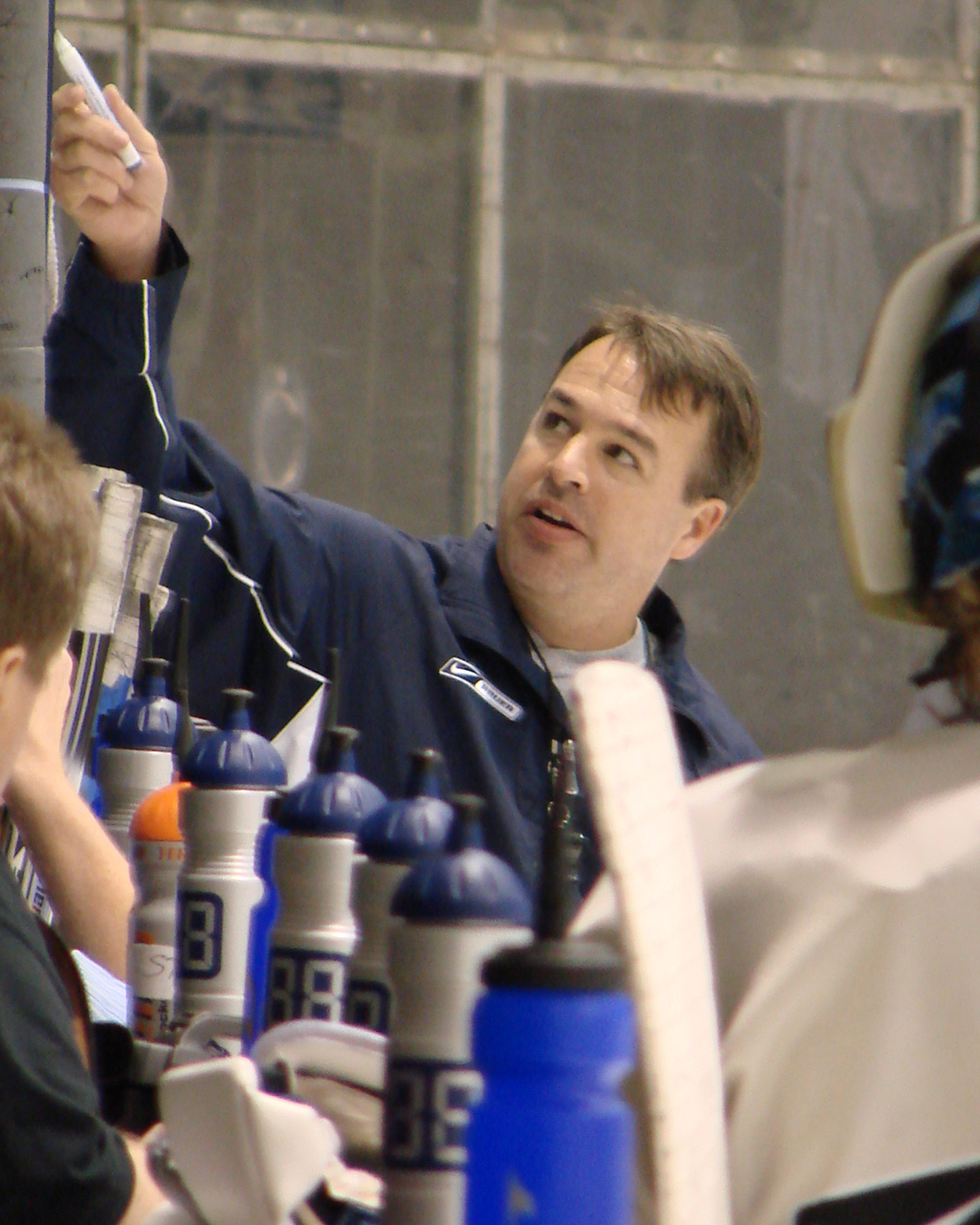
Als Manager des Jahres wurde Stéphane Richer ausgezeichnet

## Vermarktung
Wie im Vorjahr wurde je ein Sonntagsspiel im frei empfangbaren Fernsehsender Servus TV gezeigt. 
Jeweils ein Freitagsspiel wurde beim Internetsender laola1.tv übertragen. Zudem gab es die Highlights aller Begegnungen.